# Juniata Terrace, Pennsylvania
Juniata Terrace là một thị trấn thuộc quận Mifflin, tiểu bang Pennsylvania, Hoa Kỳ. Năm 2010, dân số của thị trấn này là 542 người.